# Phymatopteris pellucidifolia
Phymatopteris pellucidifolia là một loài thực vật có mạch trong họ Polypodiaceae. Loài này được (Hayata) Pic. Serm. miêu tả khoa học đầu tiên năm 1973.